# 367732 Mikesimonsen
367732 Mikesimonsen este o planetă minoră (asteroid) din centura de asteroizi. A fost descoperită pe 4 mai 2005 la  de Jim Bedient⁠(d). 
Obiectul prezintă o orbită caracterizată de o semiaxă mare de 2,3224191210826 UAi, o excentricitate de 0,13, o înclinație de 7,4 ° în raport cu ecliptica.